# Об'єктивність
Об'єкти́вність — філософське поняття, що означає характеристику предмета, зміст знання чи спосіб існування (дійсності), яка полягає в їхній незалежності від людської свідомості (суб'єкта пізнання).
Розрізняють такі форми об'єктивності:
- онтологічну,
- гносеологічну,
- методологічну,
- професійну.

Об'єктивність як риса характеру — здатність розглянути питання, що є предметом дискусії, відсторонено, незважаючи на особисті уподобання чи вигоду.
Об'єктивна істина — уявлення і думки, зміст яких відповідає об'єктам, відображуваним свідомістю, адекватний цим об'єктам і тому не залежний ні від людини, ні від людства.
Об'єктивний світ — зовнішній світ, природа, буття.